# Torneo Godó 2002
Il Torneo Godó 2002 è stato un torneo di tennis giocato sulla terra rossa..
È stata la 50ª edizione del Torneo Godó,
che fa parte della categoria International Series Gold nell'ambito dell'ATP Tour 2002.
Si è giocato al Real Club de Tenis Barcelona di Barcellona in Spagna, dal 22 al 28 aprile 2002.

## Campioni

### Singolare
Gastón Gaudio ha battuto in finale  Albert Costa con il punteggio di 6–4, 6–0, 6–2

### Doppio
Michael Hill /  Daniel Vacek hanno battuto in finale  Lucas Arnold Ker /  Gastón Etlis con il punteggio di 6–4, 6–4